# Prix Charles-Bocquet
Le prix Charles-Bocquet est un prix scientifique décerné par la Société zoologique de France, en hommage à Charles Bocquet, pour des travaux réalisés dans le domaine de la biologie de l'évolution.

## Lauréats du prix
Les lauréats du prix, attribué tous les trois ans depuis 1979, sont :
- 1979 : Jean Génermont
- 1982 : Michel Solignac
- 1985 : H. Tintant
- 1988 : G. Bernardi
- 1991 : Georges Pasteur & Nicole Pasteur
- 1994 : Pascal Tassy
- 1997 : Hervé Le Guyader
- 2000 : V. Volobouev
- 2003 : François Bonhomme
- 2006 : Guillaume Lecointre
- 2009 : Jean Deutsch
- 2012 : Pierre Capy
- 2015 : Hervé Philippe
- 2018 : Michel Laurin